# تاریخ یهودیان در فیجی
تاریخ یهودیان در فیجی با اولین سکونت‌ها در جزیره فیجی به دست کاوشگرها و مهاجران اروپایی آغاز شد. بیشتر این مهاجران از استرالیا و نیوزیلند به فیجی رسیدند.
از ۹۰۵٬۹۴۹ نفر در فیجی (آمار سال ۲۰۰۶) در کل ۶۰ یهودی در فیجی زندگی می کنند. همچنین، ۳۰۰ نفر یهودی‌تبار نیز هستند که بیشتر در پایتخت یعنی شهر سووا زندگی می‌کنند.